# アーディラーバード

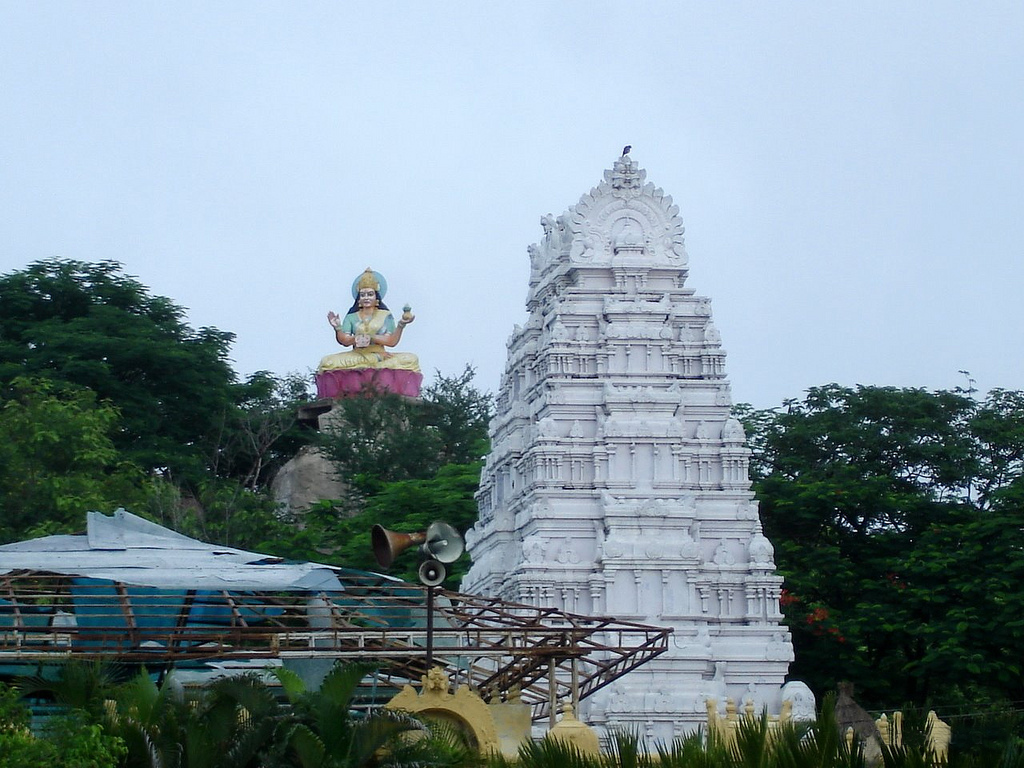
アーディラーバードの寺院にあるサラスヴァティー像

アーディラーバード（英語：Adilabad）は、南インドのテランガーナ州、アーディラーバード県の都市。同県の県庁所在地でもある。
教育を司るヒンドゥー教の女神サラスヴァティーの有名な寺院がここにある。

## 歴史
アーディラーバードの地名は、ビジャープル王国を統治していたムハンマド・アーディル・シャーにちなむ。この地域は長年にわたり統一性がなく、時代毎に別々の王朝により各地区が支配されていた。
1905年にアーディラーバード県が成立した際、その県庁所在地となった。